# Mansour Matloubi
Mansour Matloubi (* 1952 im Iran) ist ein ehemaliger britischer Pokerspieler iranischer Abstammung aus Wales. Er gewann 1990 als erster Nicht-Amerikaner die Poker-Weltmeisterschaft.

## Werdegang
Matloubi war in den 1990er-Jahren ein sehr aktiver Turnierspieler. Bei der World Series of Poker (WSOP) in Las Vegas besiegte Matloubi 1990 im Main Event den Amerikaner Hans Lund und gewann den ersten Preis in Höhe von 835.000 US-Dollar sowie ein Bracelet. Dies machte ihn zum ersten Nicht-Amerikaner, der dieses Turnier gewann. Drei Monate nach diesem Erfolg belegte der Brite bei einem Event in Los Angeles den mit 160.000 US-Dollar dotierten zweiten Platz. Bei der WSOP 1993 gelangte er erneut an den Finaltisch des Main Events und wurde Vierter, wofür er 120.000 US-Dollar erhielt. Bei der WSOP 1994 belegte Matloubi einen mit knapp 70.000 US-Dollar dotierten zweiten Platz in der Variante Seven Card Stud. Im Dezember 1994 entschied er ein Turnier in Mashantucket mit einem Hauptpreis von 72.000 US-Dollar für sich. Seitdem blieben größere Turniererfolge aus. Seine bis dato letzte Geldplatzierung erzielte der Brite im November 2016 bei der Asia Championship of Poker in Macau.
Insgesamt hat sich Matloubi mit Poker bei Live-Turnieren über 2 Millionen US-Dollar erspielt und ist damit nach Roberto Romanello und Dave Colclough der dritterfolgreichste walisische Pokerspieler.